# 圣但尼-巴黎门站
聖但尼-巴黎門站（法語：Saint-Denis - Porte de Paris）是巴黎地鐵的一個車站，位於巴黎北郊的聖但尼 (塞納-聖但尼省)。聖但尼-巴黎門站是巴黎地鐵13號線的車站，開通於1976年5月25日，是巴黎地鐵13號線延伸工程的一部分。法蘭西體育場和聖但尼歷史博物館位於聖但尼-巴黎門站的附近。

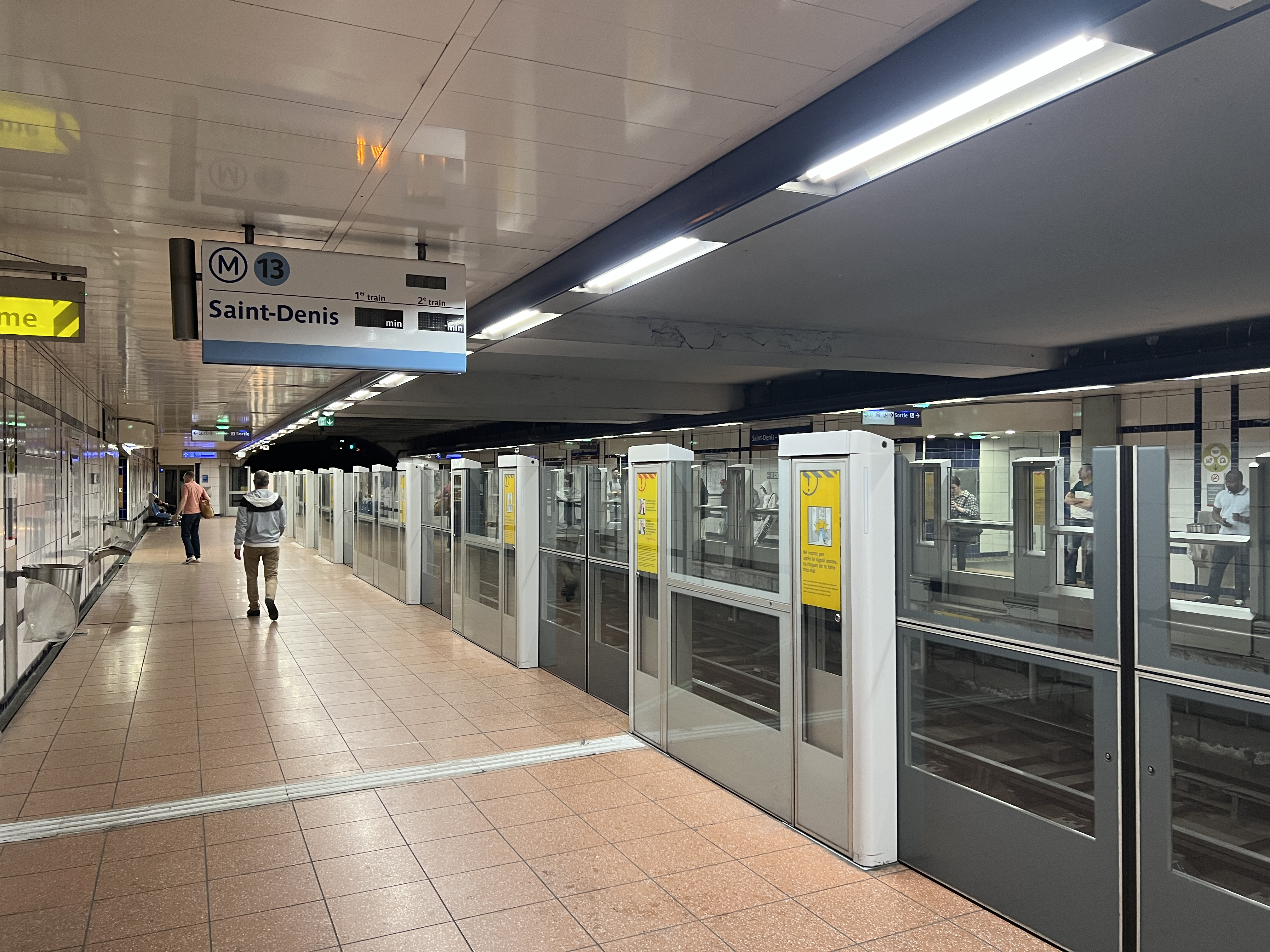
月台（2022年7月）

## 車站結構
| 街道層     |                    |                                   |
| B1         | 夾層               |                                   |
| 13號線月台 | 側式月台，右側開門 | 側式月台，右側開門                |
| 13號線月台 | 北行               | 往聖但尼大學（聖但尼聖殿）        |
| 13號線月台 | 南行               | 往沙蒂永-蒙魯日（普莱耶尔十字路） |
| 13號線月台 | 側式月台，右側開門 |                                   |